# 파업 (영화)
《파업》(Strike, Stachka)은에서 제작된 세르게이 M. 에이젠슈타인 감독의 1925년 영화이다. 그리고리 알렉산드로프 등이 주연으로 출연하였고 Boris Mikhin 등이 제작에 참여하였다.

## 출연

### 주연
- 그리고리 알렉산드로프
- 알렉산드르 안토노브
- 아나톨리 쿠즈넷소브

## 기타
- 미술: Vasili Rakhals